# Bulgurluk, Ereğli
Bulgurluk là một xã thuộc huyện Ereğli, tỉnh Konya, Thổ Nhĩ Kỳ. Dân số thời điểm năm 2011 là 655 người.